# Blíster

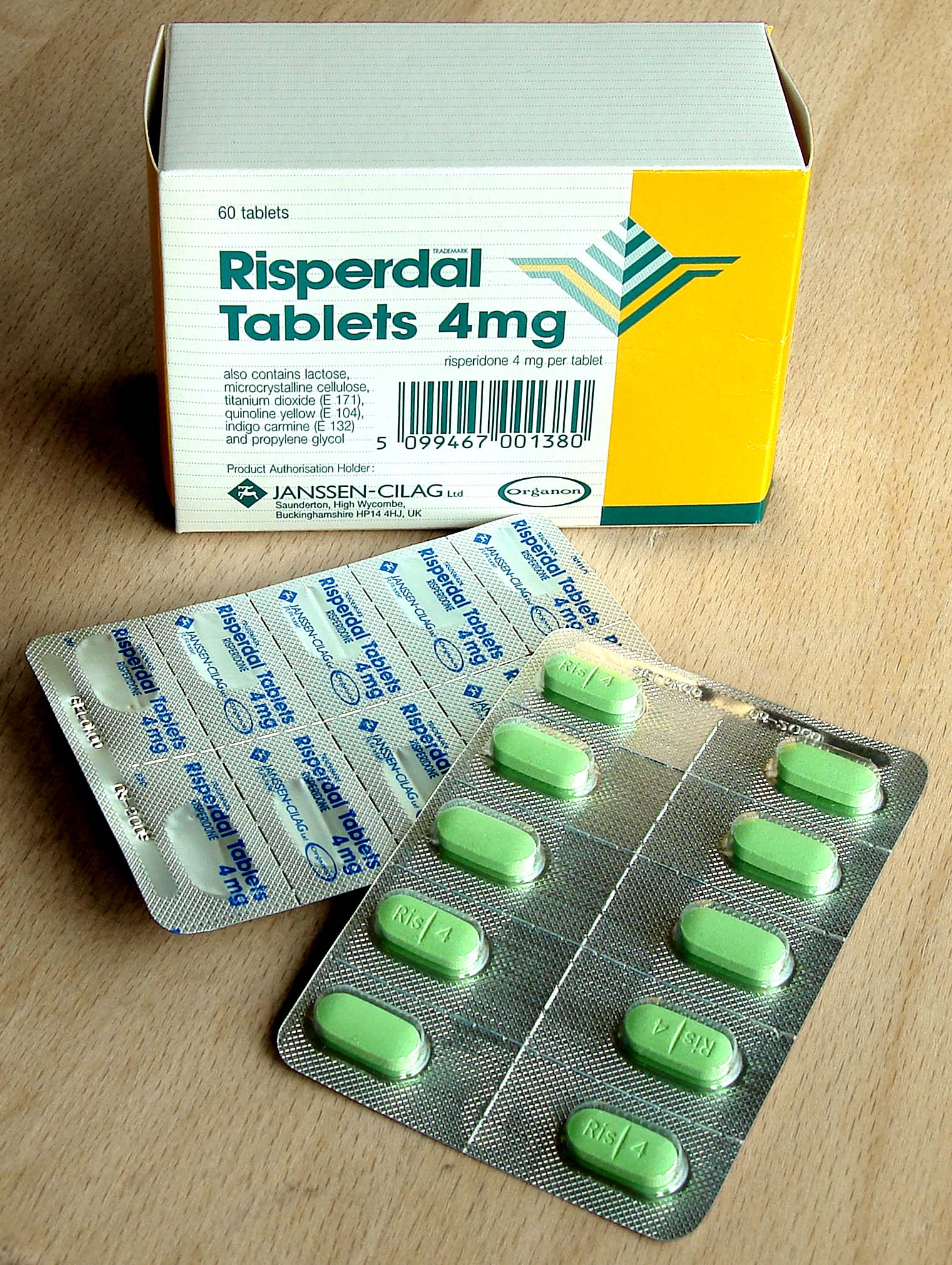
Un medicamento envasado en blíster (también, emblistado).

Un blíster (del inglés blister-pack, pl. «blísteres») es un tipo de envase, generalmente de plástico transparente, con una cavidad en forma de ampolla donde se aloja el producto, de tal forma que permite al mismo tiempo presentarlo en el punto de venta y protegerlo de golpes durante las operaciones de manipulado y transporte logístico. Es frecuente que una de las caras de un blíster sea una lámina de cartoncillo o de otro material opaco para dar rigidez al conjunto o insertar determinados mensajes destinados al usuario: marca del producto, logotipo, instrucciones de manejo, precauciones de uso, etcétera.
El uso típico de los blísteres es para productos de pequeño tamaño, de tal forma que constituyan en muchas ocasiones por sí mismos una unidad de venta. Algunos productos que se venden en blíster son:
- Productos de papelería: bolígrafos, lápices, tijeras, gomas de borrar, paquetes de rotuladores, etc.
- Componentes eléctricos: enchufes, cables, ladrones, etc.
- Productos de bricolaje: tacos, brocas, tornillos, escarpias, clavos, etc.
- Artículos de tocador: gomas para el pelo, broches, cuentas, etc.
- Juguetes.
- Productos farmacéuticos: cápsulas, píldoras, comprimidos.
- Productos de computación: pendrives,  cables, etc.

## Blísteres genéricos

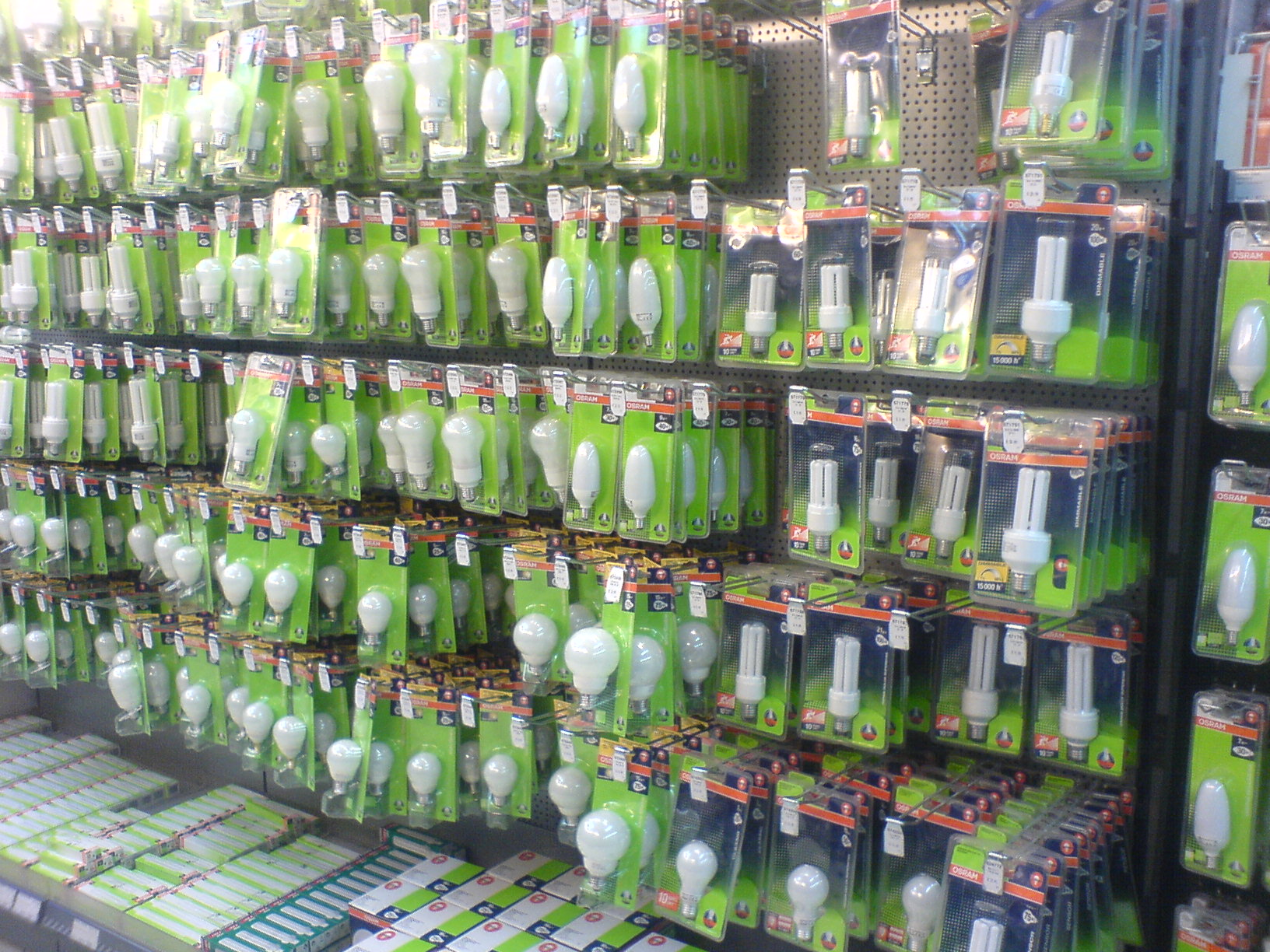
Diversas bombillas de bajo consumo en un comercio, cada una en su propio blíster de plástico transparente.

La generalización de los blísteres ha venido de la mano de la proliferación de establecimientos comerciales de libre servicio (supermercados, hipermercado, grandes superficies, etcétera). Así, determinados productos que antes se solicitaban en el mostrador ahora se exhiben en las estanterías, cubetas o colgados de ganchos por medio del Euro colgador, ranura regularmente en la parte superior del envase. El blíster permite exponer ordenadamente determinados artículos que de otra manera apenas se distinguirían por su pequeño tamaño y al aumentar su tamaño se dificulta que se esconda en algún bolsillo para robarlo. Además, los establecimientos aprovechan espacios poco comerciales como rincones o paredes para presentarlos al público.

## Blísteres médicos
La versión más corriente en farmacia es del tipo denominado "push through" (literalmente "presionar a través"), en la que las cavidades se cierran mediante una lámina de hoja fina de aluminio de 18 a 25 micrómetros de espesor en estado H18. El acceso al producto se realiza presionando la cápsula de forma que se rompa el aluminio. La unión entre aluminio y plástico se realiza mediante una laca termosoldable aplicada sobre el aluminio.